# John Lewis Hall
John Lewis Hall (Denver, 21 de agosto de 1934) é um físico estadunidense.
Foi laureado com o Nobel de Física de 2005.